# Rhytidoponera maledicta
Rhytidoponera maledicta é uma espécie de formiga do gênero Rhytidoponera.